# Один — в полі воїн (фільм, 2003)
«Один — в полі воїн» — український художній фільм режисерів Геннадія Вірсти й Олега Мосійчука, відзнятий 2003 року на кіностудії «ЗАХІД фільм» за спогадами жителів села Яворів Косівського району Івано-Франківської області.

## Сюжет
У картині йдеться про події кінця Другої світової війни в одному з прикарпатських сіл Західної України. Як особливо наголосили під час прем'єри стрічки її автори, сюжет фільму побудований на реальних фактах. У ньому немає жодного вигаданого героя, як і не вигадано жодної події. Під час зйомок фільму творчу групу активно консультували кілька живих свідків тих далеких подій 1944 року.
За сюжетом стрічки, сержант Радянської Армії Роман Карпенюк (роль виконав молодий тернопільський актор Андрій Малінович) приїздить на три дні у відпустку в рідне село Потоки, де мешкає його кохана дівчина Аничка (у виконанні студентки Київського театрального інституту ім. І. К. Карпенка-Карого Світлани Зубченко). За кілька років до того Романа разом із батьками вислали на поселення до Сибіру, і лише тепер за свою бездоганну військову службу поневолювачам рідного краю він отримав можливість повернутися на малу батьківщину і зустрітися з коханою. Проте шлях героєві перепиняють уповноважений НКВС, провідник українських повстанців і ватажок озброєних мародерів, до рук якого потрапила Аничка. Тож навколо триденних пошуків нареченої Романом Карпенюком обертається весь подальший сюжет стрічки.

## Творчий колектив
- режисери — Геннадій Вірста, Олег Мосійчук
- сценарист — Геннадій Вірста
- композитор — Андрій Верхоляк
- художник — Наталія Маріука
- оператори — Василь Граб'юк

### Актори
- Світлана Зубченко — Аничка
- Андрій Малінович — Роман
- Володимир Талашко — провідник Юрась
- Олена Іванова — Софія
- Володимир Солодін — капітан Калінін
- Олександр Папуша — Митро Криний
- Олег Мосійчук — кулеметник Левко
- Юрій Литвинов — Клантик
- Роман Іваницький — Карпо
- Віталій Луговий — Кубанець
- Наталія Вірст — Настуня
- Ігор Сачко — генерал
- Микола Бажанов — Гонтар.